# التریپ
التریپ (به آلمانی: Altrip) یک شهر در آلمان است که در راینلاند-فالتس واقع شده‌است.

## خصوصیات
التریپ ۱۱ کیلومترمربع مساحت دارد ۹۵ متر بالاتر از سطح دریا واقع شده‌است.